# لويس دانيال هرنانديز
لويس دانيال هرنانديز (بالإسبانية: Luis Hernández Alfaro)‏ (20 ديسمبر 1977 في بيرو - ) هو مدرب كرة قدم ولاعب كرة قدم بيروفي في مركز الظهير. شارك مع منتخب بيرو لكرة القدم. أما مع النوادي، فقد لعب مع الجامعي دي بيرو وخوان أوريتش وسبورت وانكايو ونادي سبورتينغ كريستال واتحاد هوارال ونادي أياكوتشو وColegio Nacional Iquitos ‏.

## وصلات خارجية
- لويس دانيال هرنانديز على موقع قاعدة بيانات كرة القدم.إي يو (الإنجليزية)